# Josep Fàbrega Moragas
Josep Fàbrega Moragas (Palafrugell, 5 de desembre de 1925 – 9 de febrer de 2016) fou un meteoròleg català. Electricista de professió es va especialitzar, després dels seus estudis a Sabadell, en la reparació i bobinatge de tota mena de motors. Va fer de professor de l'Escola de Formació Professional de Palafrugell, després de superar les proves per fer de mestre industrial de l'assignatura de pràctiques d'electricitat. Casat amb Teresa Bofill Oliver (l'any 1955), va tenir quatre fills. A partir de l'abril de 1961 va continuar la tasca d'observador meteorològic que havia realitzat el seu sogre. Va facilitar als serveis meteorològics estatals observacions de l'estat del cel i mesures pluviomètriques diàries de Palafrugell durant 50 anys, fins al gener de 2012, creant una llarga sèrie pluviomètrica i aportant informació molt rellevant sobre la meteorologia local. Coincidint amb els actes del Dia Mundial de la Meteorologia de 1995 i 2012 Josep Fàbrega va rebre el reconeixement i agraïment de l'Agència Estatal de Meteorologia pel llarg temps dedicat a l'observació meteorològica.
Des de finals del segle xix la creació de xarxes d'observadors meteorològics arreu del territori era clau per obtenir la informació necessària per poder fer prediccions. El febrer de 1949 el Servicio Nacional de Meteorología a través de l'Escola Nacional Torres i Jonama havia instal·lat una estació meteorològica al pati de l'escola amb la finalitat de recollir dades meteorològiques diàries del municipi de Palafrugell. Els primers encarregats de realitzar les observacions van ser professors de la mateixa escola, començant pel professor Josep Maria Requena fins al setembre de 1956 i a continuació el professor Manuel Bofill Solana fins al març de 1961. Tot i que no s'ha trobat una detallada descripció de com era ni i de quins aparells disposava l'estació que va fer instal·lar el Servicio Meteorológico Nacional al pati de l'escola Torres i Jonama, sí que hi ha referències als canvis d'ubicació del pluviòmetre, primer al pati de casa de Bofill al carrer de Begur i posteriorment al terrat del domicili de Josep Fàbrega al carrer de Clavé (l'any 1973).
Josep Fàbrega Moragas va conservar la seva documentació i la dels anteriors observadors meteorològics, des de 1949. La família va ingressar el seu fons a l'Arxiu Municipal de Palafrugell.